# Metarranthis foedaria
Metarranthis foedaria là một loài bướm đêm trong họ Geometridae.